# 榧 (樅型駆逐艦)
|                  | |
| 艦歴             | |
| 計画             | 1917年度 |
| 起工             | 1918年12月23日 |
| 進水             | 1919年6月10日 |
| 就役             | 1920年3月28日 |
| 除籍             | 1940年2月1日 |
| 性能諸元（計画） | |
| 排水量           | 基準：公表値 770トン 常備：850.00トン                                                                             |
| 全長             | 全長：290 ft 0 in (88.39 m) 水線長：280 ft 0 in (85.34 m) 垂線間長：275 ft 0 in (83.82 m)                         |
| 全幅             | 26 ft 0 in (7.92 m)または7.93m                                                                                    |
| 吃水             | 8 ft 0 in (2.44 m)                                                                                                |
| 深さ             | 16 ft 3 in (4.95 m)                                                                                               |
| 推進             | 2軸 x 400rpm 直径 8 ft 6 in (2.59 m)、ピッチ3.378m または直径2.565m、ピッチ3.353m                                 |
| 機関             | 主機：ブラウン・カーチス式オールギアードタービン(高低圧) 2基 出力：21,500shp ボイラー：ロ号艦本式缶(重油専焼) 3基 |
| 速力             | 36ノット |
| 燃料             | 重油250トン |
| 航続距離         | 3,000カイリ / 14ノット                                                                                            |
| 乗員             | 計画乗員 107名 竣工時定員 110名                                                                                   |
| 兵装             | 45口径三年式12cm砲 単装3門 三年式機砲 2挺 53cm連装発射管 2基4門 魚雷8本                                           |
| 搭載艇           | 内火艇1隻、18ftカッター2隻、20ft通船1隻                                                                           |
| 備考             | ※トンは英トン |

榧（かや）は、大日本帝国海軍の駆逐艦で、樅型駆逐艦の2番艦である。同名艦に松型駆逐艦の「榧」があるため、こちらは「榧 (初代)」や「榧I」などと表記される。

## 艦歴
1918年（大正7年）12月23日、横須賀海軍工廠で起工。1919年（大正8年）6月10日午後3時34分進水。1920年（大正9年）3月28日竣工。
1931年（昭和6年）、満州事変時に華南の沿岸警備に従事した。
1940年（昭和15年）2月1日除籍。後に解体された。

## 艦長
※『日本海軍史』第9巻・第10巻の「将官履歴」及び『官報』に基づく。
艤装員長
- 斎藤直彦 少佐：1919年5月13日[9] - 1920年2月2日[10]
- （兼）斎藤直彦 少佐：1920年2月2日[10] -

駆逐艦長
- 斎藤直彦 少佐：1920年2月2日[10] - 1920年11月20日[11]
- （兼）大久保義雄 少佐：1920年11月20日[11] - 1920年12月1日[12]
- 中島隆吉 少佐：1920年12月1日 - 1921年12月1日
- 吉田庸光 少佐：1921年12月1日 - 1922年12月1日
- 加藤仁太郎 少佐：1922年12月1日 - 1923年10月15日
- 池田久雄 少佐：1923年12月1日[13] - 1924年6月1日[14]
- 清水長吉 少佐：1924年6月1日[14] - 1924年12月1日[15]
- 清水他喜雄 大尉：1924年12月1日[15] - 1925年4月1日[16]
- 池田久雄 少佐：1925年4月1日[16] - 1925年12月1日[17]
- （兼）長谷部喜蔵 少佐：1925年12月1日[17] - 1926年8月1日[18]
- （兼）樋口通達 少佐：1926年8月1日[18] - 1926年12月1日[19]
- 久宗米次郎 少佐：1926年12月1日 - 1928年12月10日
- 江口松郎 少佐：1928年12月10日 - 1929年11月30日
- 西村義治 少佐：1929年11月30日[20] - 1930年11月1日[21]
- 上田光治 大尉：1930年11月1日[21] - 1932年4月1日[22]
- 村上暢之助 少佐：1932年4月1日 - 1932年12月1日
- （兼）吉村真武 少佐：1932年12月1日[23] - 1933年4月1日[24]